# Bufo gargarizans
Bufo gargarizans ist eine Art aus der Gattung der Echten Kröten, die in Ostasien verbreitet ist.

## Merkmale und Lebensweise
Die Art Bufo gargarizans ist der Erdkröte (Bufo bufo) sehr ähnlich, unterscheidet sich aber hauptsächlich durch Stacheln an den dorsalen Tuberkeln und einem schwarzen Band, das sich von der Außenfläche der Parotiden entlang der Körperflanke erstreckt. Die Kröten haben eine Kopf-Rumpf-Länge von 56 bis 102 mm.
Zur Fortpflanzung kommen zunächst die Männchen zu geeigneten Gewässern mit stehendem oder langsam fließendem Wasser.
Die Weibchen legen 1200 bis 7400 Eier in 1,5 bis 2,3 m langen Laichschnüren ab. Beim Auftreten von Kaulquappen der Art Rana dybowskii kommt es zu Massensterben der Bufo gargarizans Larven.
Die Metamorphose der Kaulquappen zu Froschlurchen erfolgt im Sommer. Die Kröten werden etwa ab 3 bis 4 Jahren fortpflanzungsreif.
Adulte Kröten ernähren sich von Insekten. Zur Hauptnahrung gehören Käfer und Hautflügler. In geringeren Mengen werden auch  Tausendfüßer, Weichtiere und Spinnentiere gefressen.

## Vorkommen und Gefährdungsstatus
Die Art ist im Osten Chinas verbreitet, sowie im Südosten Russlands, in Nord- und Südkorea und innerhalb Japans auf Miyako-jima und angrenzenden Ryūkyū-Inseln. Die Kröten kommen in Höhen bis 4300 m vor.
Bufo gargarizans wird von der IUCN als nicht gefährdet eingestuft. Die Population gilt als stabil. Die Unterart Bufo gargarizans miyakonis (jap. ミヤコヒキガエル Miyako-Hiki-Gaeru) wird in der Roten Liste gefährdeter Amphibien Japans 2020 als potentiell gefährdet aufgelistet.

## Taxonomie
Bufo gargarizans ist eine Art aus der Gattung der Echten Kröten (Bufo). Sie wurde 1842 von dem dänischen Zoologen Theodore Edward Cantor erstbeschrieben.